# 弗兰克·米尔
弗兰克·米尔（德語：Frank Mill，1958年7月23日—2025年8月5日），德国男子足球运动员。他曾代表西德参加1984年和1988年夏季奥林匹克运动会足球比赛，其中1988年奥运会获得一枚铜牌。